# Myndus brimosis
Myndus brimosis är en insektsart som beskrevs av Kramer 1979. Myndus brimosis ingår i släktet Myndus och familjen kilstritar. Inga underarter finns listade i Catalogue of Life.